# インストラクショナルデザイン
インストラクショナルデザイン（英: instructional design、あるいはインストラクショナルシステムデザイン）は、教育の場などにおいて、学習者の自由度を保ったままで高い学習効果が生じることを意図して、具体的な計画を立てることである。

## 概要
インストラクショナルデザインの意味は、細かく区切られた学習・教育の単位である「インストラクション」を形づくる（デザインする）ということである。インストラクショナルデザインは、eラーニング教材・学習材の製作にも用いられることもある概念である。
インストラクショナルデザインは、学習ニーズの分析とシステマティックな授業の設計を行う。インストラクショナルデザイナーはしばしば授業の設計方法としてインストラクショナルテクノロジーという。インストラクショナルデザインモデルは典型的には手段を特定する。もしそれに従えば知識、スキル、態度を学習者に習得させる。
インストラクショナルデザインの基盤は、「学習理論（心理学）」「コミュニケーション学」「情報学」「メディア技術」であり、それらを統合した「インストラクショナルデザインの理論・モデル」である。
ADDIEモデル（分析→設計→開発→実施→評価）に代表されるインストラクショナルデザインのプロセスは、これらの基盤の上で成立するものであり、ADDIEのみを意識したシステマティックな設計が必ずしも魅力的で効果的な学習環境を構築するとは限らない。
インストラクショナルデザインは、「人はいかに学ぶか」「学習とは何か」という問いに対峙し、より良い学習の環境を総合的にデザインすることを目指している。

## 歴史
インストラクショナルデザイン分野の基盤の大半は、第二次世界大戦によって築かれた。当時の米軍は、銃の取り扱いや、海洋を渡るための船の操縦、爆弾の製造といった複雑で専門的な作業ができるように、大量の人々を早急に訓練する必要にせまられていた。
訓練では、B. F. スキナーによるオペラント条件づけの理論を根拠として、観測可能な行動の変容に焦点があてられた。課題は小さな下位課題に分解され、それぞれの下位課題は別々の学習目標として扱われた。正しい行為は報奨され、誤った行為には修正が施された。
戦時下における訓練モデルの成功は、戦後、企業や工場に取り入れられた。また、初等・中等教育においても限定的に取り入れられた。1955年、ベンジャミン・ブルームは、その後大きな影響を与えるタキソノミー（教育目標の分類）を発表した。彼は3つの学習領域を設定した。すなわち、認知的領域（知識と思考）、精神運動的領域（物理的な動作）、情意的領域（感情と態度）である。これらの分類は現在でも教授設計に影響力を持っている。
1960年代には、心理学者のジャン・ピアジェによる認知発達研究が英語圏に広く知られるようになった。ピアジェによれば、子供の思考が発達する過程には、通過しなければならない不連続な段階がいくつかあるとされる。幼い子供は、具体的で操作が可能な情報しか処理することができず、抽象的な思考をしたり、過去を振り返ったり、未来を予測したりすることはできないとされた。年齢が高い子供は、これらの能力を少しずつ発達させるのである。
1970年代、シーモア・パパートはピアジェの発想を基に、LOGOを開発した。LOGOは、「前に10」や「右に90」といった簡単なコマンドで画面上の亀の動きを子供達にコントロールさせるシンプルなプログラム言語である。
学習理論は、1960年代、1970年代のコンピュータの発展に影響を受けた。多くの学習モデルが、「情報処理」アプローチを採用した。
1980年代、90年代になり、構成主義理論の登場という形で、学問の世界にもポストモダンの影響が見られるようになった。進歩的な理論家の中には、これまでの知識に関する見解である、「知識は個人の経験とは切り離された形で存在するものである」という見解や、「知識は教師から生徒に一方的に伝達されるものである」という見解を否定する者も現れた。また、すべての知識は社会的に構成されており、客観的な真実というようなものは存在しないと考える者もでてきた。さらには、学習者はタブララサではなく、各自に固有の経験、知識、スキル、態度を学ぶ存在であると考える者もいる。
20世紀の後半になると、構成主義に対応するように、認知主義理論が登場した。これは、人の脳がどのように情報を処理し、蓄積するのかを表すモデルを提示する理論である。21世紀の認知主義理論において勢いのある理論は、Cognitive Load Theoryである。

## 専門家の養成

### アメリカ合衆国
インストラクショナルデザインの理論・モデルを駆使して、学習環境の分析・評価・設計・開発などを行う専門職をインストラクショナル・デザイナー（IDer）と呼ぶ。軍において新兵の練度を短期間で高めるための効率的な教育技法として、インストラクショナルデザインが発達してきた経緯から、アメリカでは専門職としての地位が確立されており、大学の教育系学部や大学院の教育工学系専攻でインストラクショナルデザインを学ぶことができ、IDerの資格認定制度も存在する。

### 日本

#### 熊本大学
日本においては長らく養成機関がなかったが、2006年に、熊本大学が大学院社会文化科学研究科の中に教授システム学専攻を設置した。
フロリダ州立大学でインストラクショナルデザインを研究した鈴木克明を中心に、インストラクショナルデザインの理論・モデルを適用したeラーニング設計・開発専門家の養成を目的としており、この学問領域において唯一学位認定している大学となる（博士前期課程修了で「修士（教授システム学）」を授与）。

#### 青山学院大学
青山学院大学においてもeラーニング人材育成研究センター(eLPCO)を設置し、同様の専門職養成課程を設置している。

## 関連する研究者・理論家
- レフ・ヴィゴツキー - 活動理論
- ジャン・ピアジェ - 認知発達理論
- B.F.スキナー - 行動分析学、プログラム学習、ティーチング・マシン
- ベンジャミン・ブルーム - 認知・情意・精神運動的領域の分類 - 1955
- ジェローム・ブルーナー - 構成主義
- R.F.メイガー - 教授目的に関するABCDモデル - 1962
- シーモア・パパート - LOGO - 1970年代
- ロバート・M・ガニェ（英語版） - 9教授事象  - 1970年代
- W.ディック、L.ケアリー  はじめてのインストラクショナルデザイン - 1978
- 鈴木克明 - 教育工学者、熊本大学大学院社会文化科学研究科教授システム学専攻教授
- M・デイヴィッド・メリル（英語版）、チャールズ・レイゲルース（英語版） - Elaboration Theory / Component Display Theory / PEAnets - 1980s
- Keller, J. M and Kopp, T. - Application of the ARCS model of motivational design. - 1987
- Robert Heinich, Michael Molenda, James Russell - Instructional Media and the new technologies of instruction 3rd ed. - Educational Technology - 1989
- ロジャー・シャンク - Constructivist simulations - 1990s
- デイヴィッド・H・ジョナッセン（英語版） - Cognitivist problem-solving strategies - 1990s

## インストラクショナルデザインのモデル
インストラクションのための素材を作り出すのに最もよく用いられるモデルは、ADDIEモデルであろう。これは、次に挙げる５つのフェーズの略語となっている。
- Analyze 「分析」 - 学習者の性質や、学習課題の分析など
- Design 「設計」　- 学習目標の設定、教授アプローチの選択
- Develop 「開発」　- インストラクションやトレーニングのための素材の作成
- Implement 「実装」　- インストラクションの素材を利用した教授の実施や素材の配布
- Evaluate 「評価」　- 教材が当初の目的を達成したかどうかの確認

Dick & CareyやKempのISDモデルのような、現在みられる多くのインストラクショナルデザインのモデルは、ADDIEモデルから派生したものである。ISDモデルの改良点は、ラピッドプロトタイピングである。これは、インストラクションに使用される素材の開発中に、継続的なフィードバックあるいは形成的なフィードバックを求めるものであり、開発中の比較的修正が容易なうちに問題を見つけだすことで、時間や費用の節約を図るというものである。
行動主義、構成主義、社会的学習、認知主義などといった、さまざまな教授理論もまた、インストラクションに使用される素材の設計にとって重要な役割を果たす。これらの理論によって、インストラクションに使用される素材の出来具合が左右される。
現在、インストラクショナルデザインの目的を利用者の手助けと定義する動きがあり、ブリガムヤング大学のディロン・イノウエ博士らがこの運動を主導している。